# L'Homme qui défia l'Organisation
Pour plus de détails, voir Fiche technique et Distribution.
L'Homme qui défia l'Organisation (L'uomo che sfidò l'organizzazione) est un poliziottesco réalisé par Sergio Grieco et sorti en 1975.

## Synopsis
Steve, un employé de l'aéroport de Rome Fiumicino, met la main sur une cargaison de drogue. Avec l'aide de sa compagne Maggie, il le vend à l'étranger pour un milliard.

## Fiche technique
Sauf indication contraire, les informations mentionnées dans cette section peuvent être confirmées par la base de données cinématographiques IMDb,  présente dans la section « Liens externes ».
- Titre en français : L'Homme qui défia l'Organisation ou L'Homme qui s'est opposé à l'Organisation[1]
- Titre original : L'uomo che sfidò l'organizzazione[2]
- Réalisation : Sergio Grieco
- Scenario :	Sergio Grieco, Rafael Romero Marchent
- Photographie :	Fernando Arribas
- Montage : Mario Gargiulo (it)
- Musique : Luis Bacalov
- Société de production : Bi.Di.A. Film, José Frade Producciones Cinematográficas S.A., Produzioni Atlas Consorziate (P.A.C.)
- Pays de production :  Italie -  Espagne -  France
- Langue originale : Italien
- Format : couleur par Eastmancolor - Son mono - 35 mm
- Durée : 85 min (1 h 25[2])
- Genre : Poliziottesco[3]
- Dates de sortie :
  - Italie : 13 septembre 1975
- Classification :
  - Italie : Interdit aux moins de 14 ans[2]

## Distribution
- Renato Rossini (sous le nom de « Howard Ross ») : Steve Barren
- Karin Schubert : Maggie
- Stephen Boyd : Inspecteur Mc Cormick
- Jean-Claude Dreyfus : Lady Rebecca Rosenbaum
- Nadine Perles : Florence Gayle
- Alberto Dalbes : Harry
- José Calvo (sous le nom de « Pepe Calvo ») : Zaccaria Rabajos
- Pietro Torrisi : L'acolyte de Harry
- Luciana Turina  : La nonne aux toilettes